# Bethel (New York)
Pour les articles homonymes, voir Bethel.
Bethel est une localité du comté de Sullivan dans l'État de New York aux États-Unis dont la population était de 4 362 habitants lors du recensement de 2000. La petite ville est devenue célèbre après avoir été l'hôte involontaire du festival de Woodstock en 1969.

## Histoire
Les premiers colons s'installèrent en 1795 dans les environs de Bethel et de White Lake. La localité de Bethel fut établie en 1809 par scission de la localité de Lumberland. Au milieu du XIXe siècle, l'industrie touristique y commença son développement. Bethel abrita de nombreux hôtels et campings, en particulier sur les rives du Silver Lake, tout au long du XXe siècle.

## Démographie

### Festival de Woodstock
Bethel fut l'hôte du festival de Woodstock en 1969 sur les terres du fermier Max Yasgur. Cependant, le nom de « Woodstock » persista car il était originellement prévu qu'il se déroule à Woodstock dans le comté d'Ulster.